# Деодору (стадіон)
Стадіон Деодо́ру (порт. Estádio de Deodoro, варіант транслітерації — «Деодоро») — тимчасовий стадіон просто неба, складова Парку сучасного п'ятиборства в Ріо-де-Жанейро. Є частиною олімпійського сектору Деодору, розташований у районі Віла Мілітар. Окрім стадіону Деодору, парк включає водний центр Деодору й «Арену Молодості» (Арена де Жувентуде).
Під час Олімпійських ігор 2016 на стадіоні пройшли матчі з регбі-7, змагання з верхової їзди, а також елементи сучасного п'ятиборства (конкур, стрільба з пістолета, біг). Під час Паралімпійських ігор 2016 на стадіоні пройдуть матчі з футболу 7 x 7.

## Парк сучасного п'ятиборства
Парк сучасного п'ятиборства (порт. Parque de Pentatlo Moderno) в Ріо-де-Жанейро включає стадіон Деодоро, водний центр Деодоро й «Арену Молодості» (Арена де Жувентуде). Поведення змагань в елементах сучасного п'ятиборства:
- Стадіон Деодоро — верхова їзда (конкур), стрільба з пістолета, біг;
- Водний центр Деодоро — плавання (вільний стиль на 200 м);
- Арена Молодості — фехтування на шпагах